# 우르의 깃발
우르의 깃발, 우르의 스탠다드 (Standard of Ur)는 지금의 이라크에 위치한 옛 고대 도시 우르 유적지에서 발굴된 유물로, 목함을 기반으로 청금석·조가비·적색 석회석 등을 사용한 모자이크가 상감되어 있다. 메소포타미아 문명의 초기 왕조 시대에 제작된 것으로 보이며 그 연대는 현시대로부터 약 4,600년 전으로 추정된다. 1928년 대영박물관과 펜실베이니아 대학교 합동 발굴팀을 이끌던 영국의 고고학자 레너드 울리 경이 우르 왕실의 묘지를 발굴하던 중 발견했다. 출토지는 우르의 왕릉 가운데 한 고분인 PG 779호 무덤으로, 석실에 안치된 한 남성 유해의 어깨맡에 놓인 부장품으로 처음 발견되었다. 현재는 영국 런던의 대영박물관에 소장되어 있다.
울리 경이 처음 유물을 출토할 당시 그 용도가 군기였을 것으로 해석하여 우르의 깃발이라는 명칭을 얻게 되었지만, 실질적인 용도는 현재까지도 아직 명확히 밝혀진 바가 없다.

## 역사
1927년부터 1928년까지 레너드 울리 경은 메소포타미아 우르 왕궁의 묘지를 발굴하던 중 처음으로 이 유물을 발견했다. 여러 가지 재료로 인물과 장면의 형상을 겉에 박아놓은 나무상자였다. 이 상자는 고대군의 기수로 추정되는 남성의 유해의 어깨 부분에 놓여 있었다. 울리 경은 이 유물을 막대기에 고정시켜 전장으로 가져간 것이라고 추측하였고, 따라서 이 유물의 이름은 '우르의 깃발'이 되었다. 하지만 이 유물이 깃발로 쓰였다는 역사학적 근거는 매우 미미하며, 현시대의 학자들은 깃발이라기보다는 고대 현악기의 공명 부분이라고 추측하고 있다.

## 상세
상자에 박힌 장식판은 총 두 개이며, 각각의 판에는 인물과 동물이 있는 장면들을 묘사한 세 개의 수평층으로 나뉘어 있다. 아래에서 위로 차례대로 이야기가 진행되며 각각의 층은 어느 한 장면을 시각적으로 표현하고 있다. 장식 재료는 조가비, 붉은 석회암, 청금석이 쓰였는데, 조가비는 인물 형상으로 깎아 박아넣고 검은색으로 세부적인 표현을 했다. 청금색은 조각내어 배경에 박았고, 석회암은 장식적인 효과를 위해 첨가되었다.

전쟁의 판

두 개의 장식판 중에서 우선 '전쟁의 판'이라고 불리는 장식판에는 전쟁을 이끄는 루갈(왕)과 전장에서 적군을 잔인하게 물리치는 루갈의 군대를 묘사하고 있다. 투창과 도끼를 휘두르며 적군을 죽이고, 전투가 끝난 뒤에는 포로를 발가벗긴 채 꽁꽁 묶어 왕 앞으로 데려간다. 왕은 창을 들며 포로의 운명을 결정하는 모습이다. 여기서 왕은 다른 사람보다 훨씬 크게 묘사되어, 모자이크의 가장자리 선에 해당하는 '천장'을 뚫고 나올 정도로 거대하게 그려졌다. 이는 수메르 미술의 전형적인 특징으로, 인물은 위계질서에 따라 재현되고 그 크기는 권력에 따라 정해진다.
한편 왼쪽에서 오른쪽으로 향하는 인물들의 이동 방향에서 각각의 걸음걸이를 다양하게 표현함으로써, 움직이는 듯한 효과를 내었다. 특히 맨 밑줄의 당나귀들은 처음에는 걷다가 잰걸음으로 가고, 급기야는 전속력으로 적진을 향해 달린다. 당나귀의 다리 사이가 벌어지고 결국에는 앞발이 지면에서 떨어져 나아가는 모양새를 취하고 있다. 한편 이 전쟁의 판은 수메르 군을 묘사한 최초의 작품 중 하나로, 군대의 잔인하면서도 강력한 힘을 찬미하고 있다.

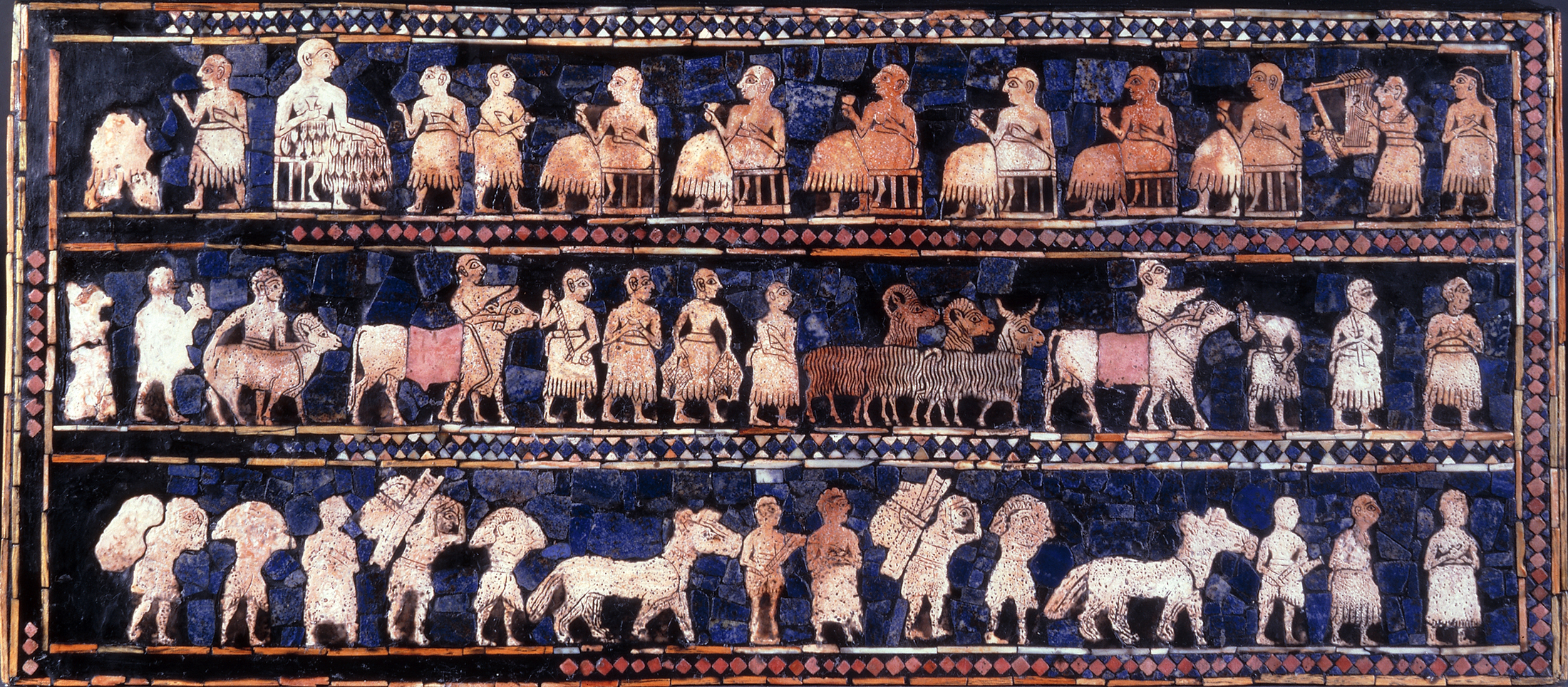
평화의 판

그 반대편의 '평화의 판'에는 전승 축하연의 왕과 귀족들을 보여주고 있다. 평화를 회복한 왕과 귀족들은 승리를 자축하며 의식용 의복인 '카우나케' (모직 치마)를 입고 앉아 있다. 왕과 귀족들은 오른손으로 술잔을 들어올리며 신에게 감사하고 있다. 시종들은 왕과 귀족의 시중을 들고 음악가는 수금으로 세레나데를 연주하고 있는 모습이다. 여기서도 왕은 귀족들보다 크고, 두르고 있는 카우나케도 보다 섬세한 문양으로 표현되어 있다. 아랫단에서는 한 무리의 사람들이 황소, 염소, 생선 따위의 전리품을 연회장으로 가져가기 위해 행렬을 이루는 모습이다.

## 같이 보기
- 우르의 왕릉

## 참고 문헌
- 스티븐 파딩 외. 《This is Art》 (2011). 하지은·이사빈·이승빈 옮김.  마로니에북스. 22-23p.

| 전임 덴 파라오의 샌들명판 | 제12대 100대 유물로 보는 세계사 | 후임 인더스 인장 |